# Castell de Calabuig
El Castell de Calabuig fou castell a la part més elevada del petit nucli urbà de Calabuig (l'Alt Empordà), localitat a poc menys de dos km de la població de Bàscara municipi al qual pertany. Les restes de l'antic castell de Calabuig es troben integrades al mur sud de la nau de l'església de Sant Feliu, construïda en època moderna, i han estat declarades bé cultural d'interès nacional.
Del castell es conserven diverses espitlleres disposades a dos nivells, bastides amb carreus desbastats i actualment tapiades. També es localitza un dels portals del castell actualment cegat, d'arc de mig punt adovellat i situat a l'extrem sud-oest del mur de la nau. Al mig del parament hi ha una rosassa posterior i a l'extrem est, dues finestres rectangulars disposades a diferent nivell, emmarcades amb pedra i obertes també amb posterioritat. La part inferior del mur presenta un parament de carreus ben desbastats disposats en filades. La resta del parament és bastit amb pedra sense treballar disposada irregularment, corresponent als murs de la nau del temple.

## Història
En un document de l'any 1019 apareix citat Bernat de Calabuig, membre de la família propietària del castell. La nissaga dels Calabuig tingué el domini del lloc i del castell. En el testament de Bernat de Calabuig de l'any 1115 queda prou clara la genealogia de la família, el seu poder econòmic i l'abast de les seves propietats. Malgrat això sembla haver-hi notícia per una butlla emesa per Alexandre III que el castell de Calabuig era possessió del Monestir de Banyoles.
L'any 1249, tant el castell com la baronia de Calabuig passaren a formar part de la família Rocabertí per matrimoni d'Ermessenda Desfar, baronessa de Navata, amb el vescomte Jofre III de Rocabertí.
L'any 1275, el castell és destruït per ordre del rei Jaume I a causa de la rebel·lió de Dalmau de Rocabertí, els comtes d'Empúries i d'altres nobles. Tot i això, la fortalesa fou reconstruïda amb celeritat, ja que l'any 1285, els Rocabertí tornen a tenir bones relacions amb els reis. El 1299, el castell ja estava reconstruït i comptava amb una capella dedicada a Santa Maria.
Durant el segle xiv, el castell compta amb la figura del castlà, iniciada l'any 1287, a perpetuïtat i amb caràcter hereditari, en favor de Ramon de Galliners. Quant a la propietat, a partir de l'any 1340 el castell passà a mans del cavaller Pere de Puigpardines, tot i que el 1363 els documents tornen a relacionar la construcció amb els Rocabertí.
Sabem que l'any 1439, data del document en què es demana al bisbe el trasllat de l'església parroquial de Sant Feliu al castell, el vescomte és Dalmau V de Rocabertí i no pas Jofre III de Rocabertí, emissor del document. Això pot indicar que la baronia de Calabuig havia passat a mans d'una branca lateral de la família.
Durant el segle xv, els Rocabertí continuen perdent i recuperant la titularitat de la baronia i del castell, fins a l'any 1508 quan la perden definitivament en favor de Narcís de Palol, senyor del castell d'Onyar.
L'any 1694 hi ha notícies de la utilització del castell per a usos bèl·lics, durant la Guerra dels Nou Anys (1688-1697). Al segle xviii, el castell pateix els efectes de la Guerra Gran, i al segle xix, es produeix la pèrdua de l'edifici del castell abans de l'abolició del règim senyorial al país. Botet i Sisó esmenta que el 1795 fou assaltat per les tropes franceses però que un reforç rebut a la trentena d'homes que el defensaven aconseguiren rebutjar-los i fer-los fugir obligant-los a creuar el Fluvià. Botet concreta la data de l'esfondrament del castell a la Guerra del Francès.